# 마흐무드 다후드
마흐무드 다후드(Mahmoud Dahoud, 1996년 1월 1일 ~ )는 시리아 태생의 독일 축구 선수로, 포지션은 미드필더다. 현재 독일 분데스리가의 아인트라흐트 프랑크푸르트에서 활약하고 있다. 다후드의 출생지는 튀르키예 국경 인근의 시리아 도시 아무다로, 이 곳은 쿠르드인들의 거주지역이다. 다후드는 가족과 함께 1996년 독일로 이주했다.

## 선수 경력

### 보루시아 묀헨글라트바흐
마흐무드 다후드는 게르마니아 로이슈라트와 포르투나 뒤셀도르프를 거쳐, 2010년부터 보루시아 묀헨글라트바흐에서 유소년 축구를 경험했다. 그는 5년간 글라트바흐의 아카데미에 몸을 담았으며, 2014년에 처음으로 성인팀에 합류했다.

#### 2014-15 시즌
2014년 8월 다후드는 묀헨글라트바흐에 2018년 6월까지 머무는 계약에 합의했다. 8월 27일 뤼시앵 파브르 감독의 선택으로, 다후드는 유로파리그 2차 예선 FK 사라예보와의 경기에 투입되며 프로 무대 데뷔전을 가졌다. 다후드는 이 날 경기에서 크리스토프 크라머와 55분 경 교체되었으며, 팀은 7-0 대승을 거두었다. 이후 아폴론 리마솔과의 유로파리그에 출전하였으며, 시즌 막판 보루시아 도르트문트와의 경기에 출전하며 분데스리가 데뷔전을 가졌다. 도르트문트와의 경기에 출전하면서, 다후드는 분데스리가 역사상 최초로 시리아 태생의 축구 선수로 기록되었다.

#### 2015-16 시즌
2015년 8월 세비야 FC와의 UEFA 챔피언스리그 경기에 교체 출전하며, 챔피언스리그 데뷔 무대를 가졌다. 분데스리가 2015-2016 시즌 초반 파브르 감독이 경질되고, 안드레 슈베르트가 새로 지휘봉을 잡은 다음부터 다후드의 출장 시간은 증가했다. 2015년 9월 23일 FC 아우크스부르크를 상대로 한 슈베르트 감독의 데뷔전에서, 4-2 대승에 일조하는 동시에 팀의 네번째 골을 성공시켰다. 이후 맨체스터 시티 FC와의 챔피언스리그에 선발 출장하며, 본인의 챔피언스리그 첫 선발 출장 기록을 세웠다. 2015-16 시즌 동안 다후드는 글라트바흐에서 리그 32경기 출전과 5골 그리고 9개의 어시스트를 기록했다. 팀은 분데스리가에서 4위를 차지하며, UEFA 챔피언스리그 2016-17에 진출하게 되었다.

#### 2016-17 시즌
2016년 8월 다후드는 글라트바흐와 재계약에 대한 합의점을 찾지 못했고, 시즌 종료 이후 팀을 떠나는 것을 약속 받았다. 2017년 3월 16일 샬케와의 맞대결에서 득점하며, 본인의 유럽 클럽 대항전 첫번째 골을 성공시켰다. 3월 30일 글라트바흐는 보루시아 도르트문트로부터 다후드에 대한 1,200만 유로에 달하는 제의를 받았고, 이에 승낙했음을 발표했다. 2016-17 시즌 동안 다후드는 총 41경기에 출전하였다.

### 보루시아 도르트문트
2017년 7월 1일 다후드는 공식적으로 도르트문트의 일원이 되었다. 8월 12일 FC 바이에른 뮌헨과의 DFL-슈퍼컵에 출전하며, 도르트문트에서의 첫번째 경기를 가졌다. 8월 12일 6부 리그 팀 FC 리즐라징겐-알렌과의 DFB-포칼 경기에서 피에르에메리크 오바메양의 골을 어시스트하며, 팀에서의 첫번째 공격 포인트를 올렸다.

## 기록

### 구단
2017년 8월 24일 기준
| 시즌        | 구단        | 디비전      | 리그 | 리그 | FA컵 | FA컵 | 대륙대회  | 대륙대회  | 기타  | 기타  | 총합 | 총합 |
| 시즌        | 구단        | 디비전      | 출장 | 득점 | 출장 | 득점 | 출장      | 득점      | 출장  | 득점  | 출장 | 득점 |
| 독일        | 독일        | 독일        | 리그 | 리그 | FA컵 | FA컵 | 대륙대회1 | 대륙대회1 | 기타2 | 기타2 | 총합 | 총합 |
| ----------- | ----------- | ----------- | ---- | ---- | ---- | ---- | --------- | --------- | ----- | ----- | ---- | ---- |
| 2014–15     | 글라트바흐  | 분데스리가  | 1    | 0    | 0    | 0    | 2         | 0         | 0     | 0     | 3    | 0    |
| 2015–16     | 글라트바흐  | 분데스리가  | 32   | 5    | 3    | 0    | 6         | 0         | 0     | 0     | 41   | 5    |
| 2016–17     | 글라트바흐  | 분데스리가  | 28   | 2    | 5    | 0    | 9         | 1         | 0     | 0     | 42   | 3    |
| 통산        | 통산        | 통산        | 61   | 7    | 8    | 0    | 17        | 1         | 0     | 0     | 86   | 8    |
| 2017–18     | 도르트문트  | 분데스리가  | 6    | 0    | 2    | 0    | 2         | 0         | 1     | 0     | 11   | 0    |
| 통산        | 통산        | 통산        | 6    | 0    | 2    | 0    | 2         | 0         | 1     | 0     | 11   | 0    |
| 커리어 통산 | 커리어 통산 | 커리어 통산 | 67   | 7    | 10   | 0    | 19        | 1         | 1     | 0     | 97   | 8    |

1 UEFA 유로파리그와 UEFA 챔피언스리그 경기를 포함한다.

2 DFL-슈퍼컵 경기를 포함한다.

## 수상

### 국가대표

#### 독일 U21
- UEFA U-21 축구 선수권 대회 : 2017 (우승)